# Kanton Nontron
Kanton Nontron (francouzsky Canton de Nontron) je francouzský kanton v departementu Dordogne v regionu Akvitánie. Tvoří ho 15 obcí.

## Obce kantonu
- Abjat-sur-Bandiat
- Augignac
- Le Bourdeix
- Connezac
- Hautefaye
- Javerlhac-et-la-Chapelle-Saint-Robert
- Lussas-et-Nontronneau
- Nontron
- Saint-Estèphe
- Saint-Front-sur-Nizonne
- Saint-Martial-de-Valette
- Saint-Martin-le-Pin
- Savignac-de-Nontron
- Sceau-Saint-Angel
- Teyjat